# Martin I. (Sizilien)

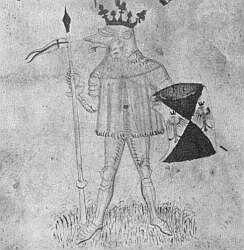
Martin I. von Aragon

Martin I., genannt der Junge (el Joven) (* 1376; † 25. Juli 1409 in Cagliari), aus dem Haus Aragón, war von 1392 bis 1401 zusammen mit seiner Gemahlin Maria von Sizilien und nach ihrem Tod 1401 bis 1409 allein König von Sizilien.

## Leben
Martin war der Sohn des Königs Martin I. von Aragon und dessen erster Gemahlin Maria de Luna. Er heiratete 1392 Königin Maria von Sizilien und wurde dadurch deren Mitregent. Zu diesem Zwecke war Maria nach Katalonien entführt worden, um deren Heiratspläne mit dem Haus Visconti zu vereiteln. Martins Vater landete mit einer Expedition als Vertreter seines Sohnes und seiner Schwiegertochter in Sizilien und stellte die Herrschaft der Krone wieder her.
Nachdem Maria 1401 gestorben war, regierte Martin allein. Am 26. November 1402 heiratete er Blanka von Navarra. Als König von Sizilien stand Martin völlig unter dem Einfluss seines Vaters, der von Aragon aus direkt mit den Räten in Sizilien kommunizierte. Martin starb 1409 bei einem Feldzug nach Sardinien ohne legitime Nachkommen. Als König folgte ihm sein Vater als Martin II. der Alte.